# Georges Klontzas
Geórgios Klóntzas ou Georges Klontzas (grec moderne : Γεώργιος Κλώντζας ; 1535-1608) est un peintre et enlumineur crétois, parmi les plus influents de l'époque post-byzantine. Appartenant au mouvement de la renaissance crétoise, il se met au service de clients catholiques et orthodoxes. Il travaille sur des icônes, des miniatures, des triptyques et des manuscrits enluminés. Sa technique, d'une grande complexité, est très reconnaissable et son œuvre la plus connue est sa peinture intitulée En toi se réjouit toute la Création. Il a influencé Théodore Poulakis et est lui-même inspiré par l'école vénitienne. Ses triptyques sont ainsi très proches de ceux de Gentile da Fabriano. De même, son Jugement dernier se rapproche de l’œuvre de Michel-Ange dans la chapelle Sixtine, sans qu'il soit possible de dire si Klontzas a pu l'admirer. 

## Biographie

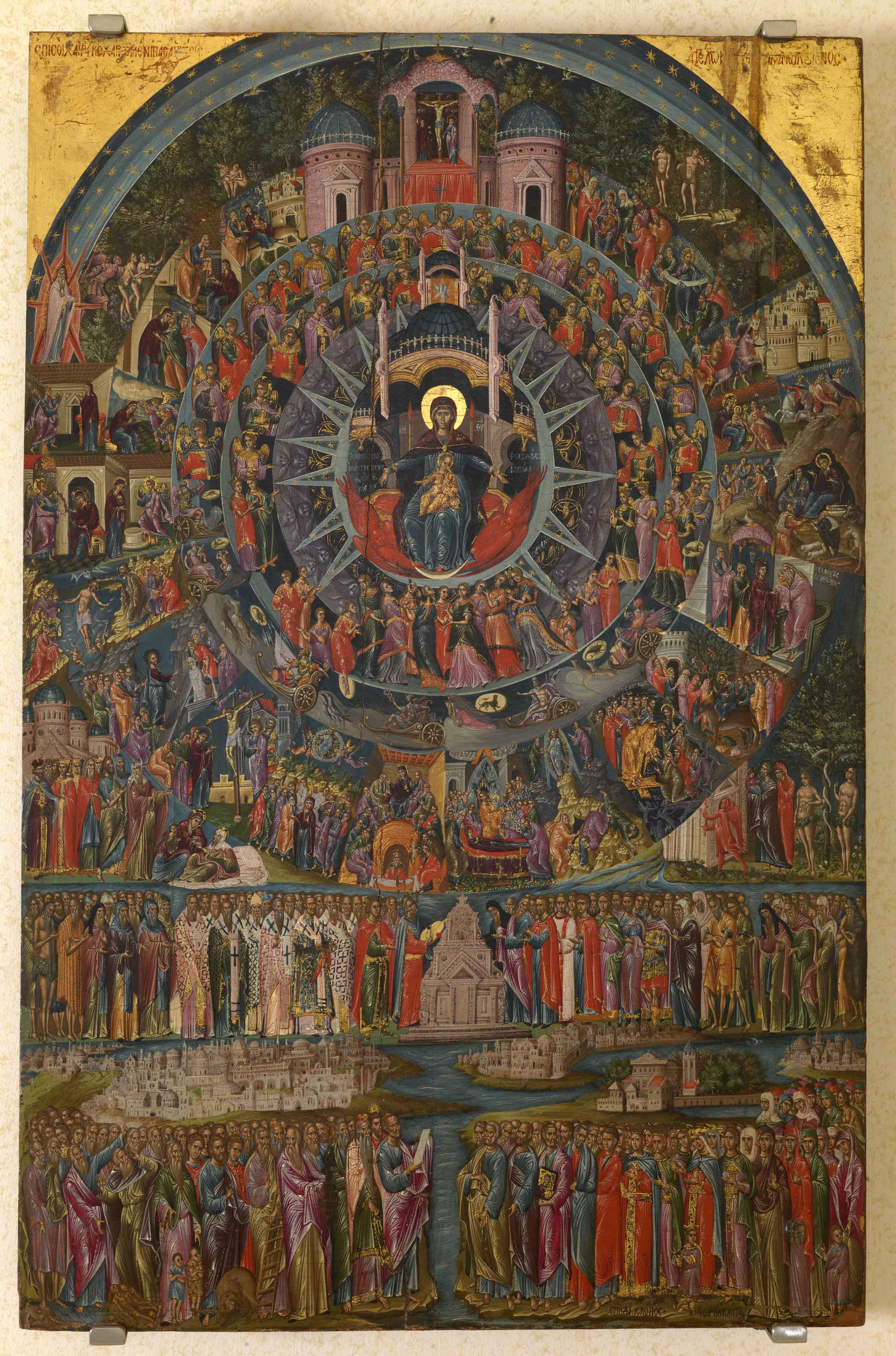
En toi se réjouit toute la Création, XVIe siècle.

Klontzas est né à Héraklion. Son père est Andréas Klontzas, proche des cercles lettrés de la société crétoise. Sa famille semble riche et il hérite de plusieurs propriétés. Il est de confession orthodoxe et se marie à Ergina Pantaléos, fille d'un prêtre du nom d'Emmanuel Pantaléos. Ils ont trois fils : Léon, Manéas et Nicolas, tous peintres. Il se remarie plus tard, avec Lia Vitzimanopoula, avec qui il a un quatrième fils.
En 1564, Klontzas est un peintre déjà actif sur toute l'île. Deux ans plus tard, il est embauché par Dominique Théotokopoulos (Le Greco) pour évaluer une icône et plusieurs sources attestent qu'il reçoit deux commandes en 1586. Une première représente la guérison d'un individu paralysé et la deuxième, issue de l'église catholique, est à destination de l'institution Saint-Antoine de Candie. En 1587, il reçoit une commande de l'évêque de Karpathos et c'est vers cette époque qu'il achète son atelier, situé sur la place Saint-Marc au centre de Candie. Il est alors particulièrement apprécié des différentes institutions de l'île, qu'elles soient grecques ou vénitiennes. 
Un noble vénitien, Francesco Barozzi, né sur l'île, lui commande deux manuscrits enluminés pour Giacomo Foscarini, percepteur de l'île. Ils contiennent notamment plusieurs prophéties de l'empereur byzantin Léon VI le Sage. Un troisième manuscrit, plus complexe, est complété dans les années 1590, comprenant 217 folios et plus de 400 dessins. Le texte est issu de l'Apocalypse de Pseudo-Méthode, allant de l'expulsion d'Adam et Ève jusqu'au Jugement dernier. Il comprend notamment différents textes prophétiques, parfois inspirés des histoires byzantine et ottomane.